# Stella Music
Sophie Darum (født 15. april 2000)fra Assens kendt som Stella / Stella Music.
Stella deltog i februar 2024 i
Dansk Melodi Grand Prix med nummeret Sign Here

## Tidligt og personligt liv
Sophie er opvokset i Assens og signeret af et af Danmarks største Indie labels, The Bank Records. Sophie udgav sin første single, "Modern Poetry Girl" efter navneændringen til Stella i 2021, som er skrevet i samarbejde med musikerne Tim Schou og Søren Christensen.

## Diskografi

### Singler
- 2024 – "Sign Here"
- 2021 - "Modern Poetry Girl"